# Canton de Fauquembergues
Le canton de Fauquembergues est une division administrative française située dans le département du Pas-de-Calais et la région Nord-Pas-de-Calais.

## Géographie

Le canton de Fauquembergues dans l'arrondissement de Saint-Omer

Ce canton est organisé autour de Fauquembergues dans l'arrondissement de Saint-Omer. Son altitude varie de 43 m (Coyecques) à 201 m (Thiembronne) pour une altitude moyenne de 106 m.

## Histoire
De 1833 à 1848, les cantons de Fauquembergues et de Lumbres avaient le même conseiller général. Le nombre de conseillers généraux était limité à 30 par département.

## Représentation

### conseillers généraux de 1833 à 2015
| Période | Période           | Identité                                     | Étiquette               | Qualité                                                                                                |
| ------- | ----------------- | -------------------------------------------- | ----------------------- | --- |
| 1833    | 1834 (annulation) | Pierre Mahieu                                |                         | Propriétaire-cultivateur, maire d'Enquin (1830-1846, 1848-1851)                                        |
| 1834    | 1848              | François Quenson de la Hennerie              | Majorité ministérielle  | Conseiller à la Cour du Roi de Douai puis Président du Tribunal civil de Saint-Omer Député (1846-1848) |
| 1848    | 1852              | Pierre Mahieu (1791-1857)                    |                         | Propriétaire-cultivateur, maire d'Enquin (1830-1846, 1848-1851)                                        |
| 1852    | 1867              | Dominique Pruvost (1803-1872)                |                         | Propriétaire-cultivateur, maire de Fléchin                                                             |
| 1867    | 1871              | Élie Bret (1813-1875)                        |                         | Notaire à Saint-Omer                                                                                   |
| 1871    | 1880              | Félix Le Sergeant de Monnecove               | Droite Monarchiste      | Avocat puis Sous-Préfet Député (1860-1863) Maire de Saint-Omer (1862-1870)                             |
| 1880    | 1886              | François Joseph Jonnart (1818-1895)          | Républicain             | Notaire - Maire de Fléchin (1867-1882)                                                                 |
| 1886    | 1927 (décès)      | Célestin Charles Jonnart (fils du précédent) | PRD (Centre droit)      | Fonctionnaire Président du Conseil Général Député (1889-1914) Sénateur (1914-1927) Ministre (1913)     |
| 1927    | 1938 (démission)  | Robert Lootvoët                              | RG                      | Notaire, maire de Fléchin                                                                              |
| 1938    | 1940              | Albert Savaëte (1879-1945)                   | Républicain             | Brasseur Maire de Fauquembergues (1925-1940) Nommé conseiller départemental en 1943                    |
|         |                   |                                              |                         | |
| 1945    | 1949              | Paul Caron                                   | MRP                     | Agriculteur, conseiller municipal de Merck-Saint-Liévin Député (1946-1951)                             |
| 1949    | 1967              | Antoine Limousin                             | RPF puis Rad. puis CNIP | Notaire - Maire de Fléchin (1947-1971)                                                                 |
| 1967    | 1992              | Henri Gallet (1921-2009)                     | SFIO puis PS            | Agriculteur retraité Sénateur (janvier-septembre 1992) Maire de Dennebrœucq (1965-2001)                |
| 1992    | 2003 (décès)      | Michel Caron                                 | RPR puis UMP            | Agriculteur Maire de Merck-Saint-Liévin                                                                |
| 2003    | 2015              | Alain Méquignon                              | PS puis DVG             | Cadre Ancien adjoint au maire de Bayenghem-lès-Seninghem Maire de Fauquembergues depuis 2001           |

Alain Méquignon a été exclu du PS en 2012 pour s'être présenté comme suppléant d'Hervé Poher contre la candidate officielle lors des élections législatives de juin.

### Conseillers d'arrondissement (de 1833 à 1940)
| Période                                  | Période      | Identité                | Étiquette   | Qualité |
| ---------------------------------------- | ------------ | ----------------------- | ----------- | --- |
| 1833                                     | 1836         | Antoine François Braure |             | Juge de paix à Fauquembergues                                                                               |
| 1836                                     | 1848         | Pierre Joseph Mahieu    |             | Cultivateur, maire d'Enquin (de 1830 à 1846)                                                                |
|                                          |              |                         |             | |
|                                          | 1901         | Benoit Bonnière         |             | Receveur de l'enregistrement en retraite, propriétaire à Fauquembergues                                     |
| 1901                                     | 1925         | Horace Mahieu           | Républicain | Agriculteur, maire d'Enquin                                                                                 |
| 1925                                     | 1929 (décès) | Gustave Cousin          | Radical     | Adjoint au maire de Fauquembergues                                                                          |
| 17 février 1929                          | 1937         | Léon Denis (1887-1970)  | RG          | Agriculteur, maire de Merck-Saint-Liévin                                                                    |
| 1937                                     | 1940         | Marcelin Lapouille      | FR          | Maire de Dennebrœucq                                                                                        |
| 1940                                     |              |                         |             | Les conseils d'arrondissement ont été suspendus par la loi du 12 octobre 1940 et n'ont jamais été réactivés |
| Les données manquantes sont à compléter. |              |                         |             | |

## Composition
Le canton de Fauquembergues groupe 18 communes et compte 8 492 habitants (recensement de 1999 sans doubles comptes).
| Communes                  | Population (2012) | Code postal | Code Insee |
| ------------------------- | ----------------- | ----------- | ---------- |
| Audincthun                | 574               | 62560       | 62053      |
| Avroult                   | 510               | 62560       | 62067      |
| Beaumetz-lès-Aire         | 240               | 62960       | 62095      |
| Bomy                      | 604               | 62960       | 62153      |
| Coyecques                 | 562               | 62560       | 62254      |
| Dennebrœucq               | 314               | 62560       | 62267      |
| Enguinegatte              | 365               | 62145       | 62294      |
| Enquin-les-Mines          | 917               | 62145       | 62295      |
| Erny-Saint-Julien         | 288               | 62960       | 62304      |
| Fauquembergues            | 856               | 62560       | 62325      |
| Febvin-Palfart            | 497               | 62960       | 62327      |
| Fléchin                   | 454               | 62960       | 62336      |
| Laires                    | 297               | 62960       | 62485      |
| Merck-Saint-Liévin        | 507               | 62560       | 62569      |
| Reclinghem                | 144               | 62560       | 62696      |
| Renty                     | 439               | 62560       | 62704      |
| Saint-Martin-d'Hardinghem | 303               | 62560       | 62760      |
| Thiembronne               | 621               | 62560       | 62812      |

## Démographie
| 1962  | 1968  | 1975  | 1982  | 1990  | 1999  | 2009 |
| ----- | ----- | ----- | ----- | ----- | ----- | ---- |
| 8 523 | 9 066 | 8 522 | 8 358 | 8 431 | 8 492 | -    |